# ماف گیدئون
ماف گیدئون (به انگلیسی : Moff Gideon) یک شخصیت تخیلی در مجموعه جنگ ستارگان است که اولین بار در برنامه تلویزیونی برای دیزنی پلاس به نام مندلورین حضور پیدا کرد. گیدئون رهبر عده ای باقی مانده از امپراتوری کهکشانی سقوط کرده‌است، و تلاش‌هایی برای گرفتن موجود فضایی جوان به نام «گروگو» کرد، کسی که توسط شخصیت اصلی سریال محافظت می‌شود.
گیدئون توسط جانکارلو اسپوزیتو به تصویر کشیده شده‌است. وی برای این قسمت توسط جان فاورو، خالق و مجری برنامه مندلورین، که پیش از این در چندین پروژه با اسپوزیتو کار کرده بود، جذب شد. گیدئون به عنوان مردی خطرناک و خشن به تصویر کشیده شده‌است که «به نظر می‌رسد همه چیز را در مورد همه می‌داند»، و از کشتن کسی دریغ نمی‌کند تا به خواسته خود برسد، از جمله افراد خودش. این شخصیت اولین حضور خود را تا آخرین قسمت فصل اول انجام نداد و اسپوزیتو گفت که او در فصل دوم نقش بزرگتری بازی خواهد کرد. اسپوزیتو طبقه‌بندی‌های ساده گیدئون را به عنوان یک شخصیت «خوب» یا «بد» رد کرد و خاطرنشان کرد که او در تلاش است تا نظم را به یک کهکشان بی قانون بازگرداند و می‌توان او را «ناجی» دانست. لباس کاملاً سیاه گیدئون با دارث ویدر شخصیت جنگ ستارگان مقایسه شده‌است و منتقدان نیز شباهت‌هایی را در شخصیت و رفتار آنها ذکر کرده‌اند. از طرف داوران و طرفداران ماف گیدئون مورد استقبال مثبت قرار گرفته‌است. اسپوزیتو برای بازی در نقش یک بازیگر مهمان برجسته در یک سریال درام نامزد دریافت جایزهٔ امی ساعات پربیننده شد.